# Školova ulica, Novo mesto
Školova ulica je ena od ulic v Novem mestu. Od leta 1993 se imenuje po frančiškanu, misijonarju, pisatelju in slikarju Otonu Školi. Danes ta slepa ulica obsega 8 hišnih številk in poteka od zadnjega levega odcepa Smrečnikove ulice. V Novem mestu je od leta 1892 že obstajala Školova ulico, ki pa je bila po letu 1945 vključena v ulico Mej vrti.